# ロジャー:最後の人間
ロジャー:最後の人間 (The Last Human) は、2014年に発行された、現在の社会の終わりが近づいているという内容のInk Pieperによるディストピア小説。物語は、自分の生存のために奮闘し、国を横断して崩壊するナレーター、クレイ＆ロジャーが語るというもの。  

## 執筆と開発
最後の人間は、ピエパーが大学で受けていた実存主義と古代ギリシャ語のコースのために持っていた一連のアイデアから発展。しかし、主な影響は映画Vフォーヴェンデッタから来ました.の章は実存主義のクラスの短編小説として入った

## テーマ
物語は、近い将来の非常に現実的なビューを提示し、それはあなたが個人的なレベルでナレーターを知っているように感じる方法で語られる。は、主に自由、共感、道徳、権力の哲学的概念を重く扱っている。これらのテーマは、選択を行う必要があり、自由を追いかけ、未チェックの力が世界を食い尽くすように死を阻止しなければならないので、物語全体を通して普及している。

## 将来の予測
物語の最も恐ろしい側面は、それが今日の世界とその中で起こっているものに非常に関連しているということです。物語が提示する恐ろしいことの多くは、今日の世界で現在起こっています。例としては、干ばつ、ロシア、米国が中央アジアとゲームをしている、洪水、テロや生物戦争の台頭などがあります。レビュアーはそれを「私たちの現実が実際にどう見えるかの恐ろしい表現」と表現した。